# Campeonato colombiano 1960
El Campeonato colombiano 1960 fue el decimotercer (13.er.) torneo de la Categoría Primera A de fútbol profesional colombiano en la historia. 

## Desarrollo
El torneo se jugó con los mismos 12 equipos de la temporada anterior, lo cual sucedió por primera vez desde que se juega el fútbol profesional colombiano en 1948. Se jugaron cuatro vueltas (dos de local, dos de visitante) sumando 44 partidos. El primer gol del campeonato fue obra de Carlos Arango del Unión Magdalena a los 12 minutos por medio de tiro penal.
El campeón de esta edición fue el Santa Fe, logrando su tercera conquista. El subcampeón fue América de Cali. El goleador fue Walter Marcolini del Deportivo Cali con 30 goles seguido de José Américo Castromán del mismo equipo con 25 goles.

## Datos de los clubes
| Equipo                 | Departamento       | Ciudad      |
| ---------------------- | ------------------ | ----------- |
| América de Cali        | Valle del Cauca    | Cali        |
| Atlético Bucaramanga   | Santander          | Bucaramanga |
| Atlético Nacional      | Antioquia          | Medellín    |
| Cúcuta Deportivo       | Norte de Santander | Cúcuta      |
| Deportes Quindío       | Caldas             | Armenia     |
| Deportes Tolima        | Tolima             | Ibagué      |
| Deportivo Cali         | Valle del Cauca    | Cali        |
| Deportivo Pereira      | Caldas             | Pereira     |
| Independiente Medellín | Antioquia          | Medellín    |
| Millonarios            | Bogotá, D. C.      | Bogotá      |
| Independiente Santa Fe | Bogotá, D. C.      | Bogotá      |
| Unión Magdalena        | Magdalena          | Santa Marta |

## Clasificación
| Pos. | Equipo                 | Pts. | PJ | G  | E  | P  | GF | GC | Dif. | Clasificación                 |
| ---- | ---------------------- | ---- | -- | -- | -- | -- | -- | -- | ---- | ----------------------------- |
| 1    | Santa Fe               | 61   | 44 | 22 | 17 | 5  | 95 | 64 | +31  | Copa de Campeones de América. |
| 2    | América de Cali        | 55   | 44 | 21 | 13 | 10 | 62 | 42 | +20  |                               |
| 3    | Atlético Bucaramanga   | 54   | 44 | 20 | 14 | 10 | 74 | 53 | +21  |                               |
| 4    | Deportivo Cali         | 49   | 44 | 20 | 9  | 15 | 76 | 71 | +5   |                               |
| 5    | Independiente Medellín | 48   | 44 | 18 | 12 | 14 | 64 | 51 | +13  |                               |
| 6    | Millonarios            | 45   | 44 | 16 | 13 | 15 | 69 | 57 | +12  |                               |
| 7    | Deportes Tolima        | 45   | 44 | 16 | 13 | 15 | 82 | 85 | −3   |                               |
| 8    | Deportes Quindío       | 43   | 44 | 14 | 15 | 15 | 64 | 71 | −7   |                               |
| 9    | Atlético Nacional      | 37   | 44 | 15 | 7  | 22 | 66 | 72 | −6   |                               |
| 10   | Unión Magdalena        | 32   | 44 | 10 | 12 | 22 | 57 | 83 | −26  |                               |
| 11   | Cúcuta Deportivo       | 30   | 44 | 11 | 8  | 25 | 49 | 83 | −34  |                               |
| 12   | Deportivo Pereira      | 29   | 44 | 8  | 13 | 23 | 57 | 83 | −26  |                               |

 Fuente: Rsssf

## Resultados

### Primera vuelta
Fecha 01 (marzo 27/1960)
| América         | 3 | 2 | Medellín    |
| Nacional        | 0 | 1 | Bucaramanga |
| Cúcuta          | 1 | 4 | Cali        |
| Pereira         | 2 | 2 | Quindío     |
| Santa Fe        | 6 | 3 | Tolima      |
| Unión Magdalena | 2 | 2 | Millonarios |

Fecha 02 (abril 03/1960)
| Bucaramanga | 4 | 0 | Unión Magdalena |
| Tolima      | 2 | 2 | América         |
| Cali        | 0 | 3 | Nacional        |
| Medellín    | 2 | 1 | Cúcuta          |
| Millonarios | 1 | 2 | Pereira         |
| Quindío     | 3 | 3 | Santa Fe        |

Fecha 03 (abril 10/1960)
| América         | 0 | 0 | Quindío     |
| Cúcuta          | 1 | 1 | Nacional    |
| Pereira         | 3 | 4 | Bucaramanga |
| Medellín        | 1 | 2 | Tolima      |
| Santa Fe        | 1 | 1 | Millonarios |
| Unión Magdalena | 1 | 3 | Cali        |

Fecha 04 (abril 17/1960)
| Bucaramanga | 1 | 2 | Santa Fe        |
| Nacional    | 1 | 1 | Unión Magdalena |
| Tolima      | 1 | 2 | Cúcuta          |
| Cali        | 3 | 0 | Pereira         |
| Millonarios | 2 | 0 | América         |
| Quindio     | 3 | 3 | Medellín        |

Fecha 05 (abril 24/1960)
| América  | 1 | 1 | Bucaramanga     |
| Cúcuta   | 1 | 1 | Unión Magdalena |
| Tolima   | 1 | 1 | Quindío         |
| Pereira  | 1 | 1 | Nacional        |
| Medellín | 2 | 1 | Millonarios     |
| Santa Fe | 3 | 1 | Cali            |

Fecha 06 (mayo 01/1960)
| Bucaramanga     | 4 | 2 | Medellín |
| Nacional        | 0 | 0 | Santa Fe |
| Cali            | 1 | 3 | América  |
| Millonarios     | 1 | 2 | Tolima   |
| Quindío         | 2 | 1 | Cúcuta   |
| Unión Magdalena | 4 | 1 | Pereira  |

Fecha 07 (mayo 08/1960)
| América  | 2 | 0 | Nacional        |
| Cúcuta   | 2 | 0 | Pereira         |
| Tolima   | 1 | 2 | Bucaramanga     |
| Medellín | 0 | 1 | Cali            |
| Santa Fe | 1 | 0 | Unión Magdalena |
| Quindío  | 2 | 1 | Millonarios     |

Fecha 08 (mayo 15/1960)
| Bucaramanga     | 1 | 0 | Quindío  |
| Nacional        | 0 | 3 | Medellín |
| Cali            | 0 | 3 | Tolima   |
| Pereira         | 2 | 5 | Santa Fe |
| Millonarios     | 6 | 1 | Cúcuta   |
| Unión Magdalena | 2 | 1 | América  |

Fecha 09 (mayo 22/1960)
| América     | 1 | 0 | Pereira         |
| Cúcuta      | 0 | 1 | Santa Fe        |
| Tolima      | 3 | 2 | Nacional        |
| Medellín    | 2 | 2 | Unión Magdalena |
| Millonarios | 1 | 0 | Bucaramanga     |
| Quindío     | 2 | 2 | Cali            |

Fecha 10 (mayo 26/1960)
| Nacional        | 1 | 2 | Quindío     |
| Cúcuta          | 1 | 5 | Bucaramanga |
| Cali            | 3 | 2 | Millonarios |
| Pereira         | 1 | 1 | Medellín    |
| Santa Fe        | 1 | 2 | América     |
| Unión Magdalena | 2 | 2 | Tolima      |

Fecha 11 (mayo 29/1960)
| América     | 0 | 1 | Cúcuta          |
| Bucaramanga | 0 | 0 | Cali            |
| Tolima      | 1 | 1 | Pereira         |
| Medellín    | 3 | 1 | Santa Fe        |
| Millonarios | 2 | 1 | Nacional        |
| Quindío     | 3 | 1 | Unión Magdalena |

### Segunda vuelta
Fecha 12 (junio 05/1960)
| Bucaramanga | 1 | 2 | Nacional        |
| Tolima      | 1 | 3 | Santa Fe        |
| Cali        | 2 | 0 | Cúcuta          |
| Medellín    | 0 | 0 | América         |
| Millonarios | 4 | 1 | Unión Magdalena |
| Quindío     | 2 | 2 | Pereira         |

Fecha 13 (junio 12/1960)
| América         | 5 | 2 | Tolima      |
| Nacional        | 3 | 1 | Cali        |
| Cúcuta          | 0 | 1 | Medellín    |
| Pereira         | 2 | 0 | Millonarios |
| Santa Fe        | 2 | 2 | Quindío     |
| Unión Magdalena | 0 | 0 | Bucaramanga |

Fecha 14 (junio 19/1960)
| Tolima      | 2 | 0 | Medellín        |
| Bucaramanga | 2 | 4 | Pereira         |
| Nacional    | 3 | 2 | Cúcuta          |
| Cali        | 3 | 0 | Unión Magdalena |
| Millonarios | 2 | 2 | Santa Fe        |
| Quindío     | 2 | 1 | América         |

Fecha 15 (junio 26/1960)
| América         | 3 | 1 | Millonarios |
| Cúcuta          | 1 | 0 | Tolima      |
| Pereira         | 1 | 2 | Cali        |
| Medellín        | 2 | 0 | Quindío     |
| Santa Fe        | 3 | 0 | Bucaramanga |
| Unión Magdalena | 0 | 1 | Nacional    |

Fecha 16 (junio 29/1960)
| Unión Magdalena | 3 | 1 | Cúcuta   |
| Bucaramanga     | 2 | 1 | América  |
| Nacional        | 5 | 2 | Pereira  |
| Cali            | 1 | 1 | Santa Fe |
| Millonarios     | 1 | 0 | Medellín |
| Quindío         | 3 | 0 | Tolima   |

Fecha 17 (julio 03/1960)
| América  | 2 | 1 | Cali            |
| Cúcuta   | 2 | 0 | Quindío         |
| Tolima   | 1 | 0 | Millonarios     |
| Pereira  | 3 | 2 | Unión Magdalena |
| Medellín | 0 | 1 | Bucaramanga     |
| Santa Fe | 1 | 0 | Nacional        |

Fecha 18 (julio 10/1960)
| Bucaramanga     | 1 | 1 | Tolima   |
| Nacional        | 2 | 3 | América  |
| Cali            | 1 | 5 | Medellín |
| Pereira         | 2 | 0 | Cúcuta   |
| Millonarios     | 1 | 2 | Quindío  |
| Unión Magdalena | 1 | 1 | Santa Fe |

Fecha 19 (julio 17/1960)
| América  | 2 | 0 | Unión Magdalena |
| Cúcuta   | 1 | 2 | Millonarios     |
| Tolima   | 3 | 2 | Cali            |
| Medellín | 0 | 1 | Nacional        |
| Santa Fe | 1 | 0 | Pereira         |
| Quindío  | 0 | 2 | Bucaramanga     |

Fecha 20 (julio 20/1960)
| Bucaramanga     | 1 | 0 | Millonarios |
| Nacional        | 2 | 5 | Tolima      |
| Cali            | 4 | 3 | Quindío     |
| Pereira         | 0 | 1 | América     |
| Santa Fe        | 4 | 2 | Cúcuta      |
| Unión Magdalena | 1 | 1 | Medellín    |

Fecha 21 (julio 24/1960)
| América     | 4 | 2 | Santa Fe        |
| Bucaramanga | 6 | 0 | Cúcuta          |
| Tolima      | 1 | 1 | Unión Magdalena |
| Medellín    | 1 | 0 | Pereira         |
| Millonarios | 2 | 3 | Cali            |
| Quindío     | 2 | 1 | Nacional        |

Fecha 22 (julio 31/1960)
| Nacional        | 1 | 2 | Millonarios |
| Cúcuta          | 2 | 2 | América     |
| Cali            | 6 | 2 | Bucaramanga |
| Pereira         | 1 | 5 | Tolima      |
| Santa Fe        | 1 | 0 | Medellín    |
| Unión Magdalena | 5 | 2 | Quindío     |

### Tercera vuelta
Fecha 23 (agosto 07/1960)
| América         | 1 | 0 | Medellín    |
| Nacional        | 1 | 2 | Bucaramanga |
| Cúcuta          | 1 | 1 | Cali        |
| Pereira         | 2 | 2 | Quindío     |
| Santa Fe        | 4 | 5 | Tolima      |
| Unión Magdalena | 0 | 1 | Millonarios |

Fecha 24 (agosto 14/1960)
| Bucaramanga | 2 | 0 | Unión Magdalena |
| Tolima      | 0 | 2 | América         |
| Cali        | 4 | 1 | Nacional        |
| Medellín    | 1 | 1 | Cúcuta          |
| Millonarios | 3 | 1 | Pereira         |
| Quindío     | 0 | 2 | Santa Fe        |

Fecha 25 (agosto 21/1960)
| América         | 1 | 0 | Quindío     |
| Cúcuta          | 2 | 1 | Nacional    |
| Pereira         | 1 | 1 | Bucaramanga |
| Medellín        | 3 | 2 | Tolima      |
| Santa Fe        | 3 | 2 | Millonarios |
| Unión Magdalena | 0 | 2 | Cali        |

Fecha 26 (agosto 28/1960)
| Bucaramanga | 1 | 1 | Santa Fe        |
| Nacional    | 5 | 1 | Unión Magdalena |
| Tolima      | 3 | 3 | Cúcuta          |
| Cali        | 1 | 1 | Pereira         |
| Millonarios | 0 | 0 | América         |
| Quindio     | 0 | 4 | Medellín        |

Fecha 27 (septiembre 04/1960)
| América  | 1 | 1 | Bucaramanga     |
| Cúcuta   | 2 | 0 | Unión Magdalena |
| Tolima   | 1 | 1 | Quindío         |
| Pereira  | 0 | 1 | Nacional        |
| Medellín | 1 | 1 | Millonarios     |
| Santa Fe | 2 | 2 | Cali            |

Fecha 28 (septiembre 11/1960)
| Bucaramanga     | 2 | 0 | Medellín |
| Nacional        | 2 | 3 | Santa Fe |
| Cali            | 1 | 0 | América  |
| Millonarios     | 3 | 3 | Tolima   |
| Quindío         | 2 | 0 | Cúcuta   |
| Unión Magdalena | 1 | 0 | Pereira  |

Fecha 29 (septiembre 18/1960)
| América  | 0 | 0 | Nacional        |
| Cúcuta   | 1 | 0 | Pereira         |
| Tolima   | 1 | 3 | Bucaramanga     |
| Medellín | 4 | 3 | Cali            |
| Santa Fe | 3 | 1 | Unión Magdalena |
| Quindío  | 2 | 1 | Millonarios     |

Fecha 30 (septiembre 25/1960)
| Bucaramanga     | 1 | 1 | Quindío  |
| Nacional        | 0 | 2 | Medellín |
| Cali            | 2 | 1 | Tolima   |
| Pereira         | 4 | 4 | Santa Fe |
| Millonarios     | 4 | 1 | Cúcuta   |
| Unión Magdalena | 3 | 4 | América  |

Fecha 31 (octubre 02/1960)
| América     | 1 | 0 | Pereira         |
| Cúcuta      | 2 | 2 | Santa Fe        |
| Tolima      | 0 | 3 | Nacional        |
| Medellín    | 1 | 0 | Unión Magdalena |
| Millonarios | 0 | 0 | Bucaramanga     |
| Quindío     | 2 | 0 | Cali            |

Fecha 32 (octubre 09/1960)
| Nacional        | 0 | 1 | Quindío     |
| Cúcuta          | 1 | 0 | Bucaramanga |
| Cali            | 1 | 0 | Millonarios |
| Pereira         | 2 | 2 | Medellín    |
| Santa Fe        | 0 | 0 | América     |
| Unión Magdalena | 0 | 0 | Tolima      |

Fecha 33 (octubre 12/1960)
| América     | 0 | 1 | Cúcuta          |
| Bucaramanga | 3 | 0 | Cali            |
| Tolima      | 3 | 1 | Pereira         |
| Medellín    | 2 | 2 | Santa Fe        |
| Millonarios | 4 | 2 | Nacional        |
| Quindío     | 0 | 1 | Unión Magdalena |

### Cuarta vuelta
Fecha 34 (octubre 16/1960)
| Bucaramanga | 2 | 0 | Nacional        |
| Tolima      | 2 | 4 | Santa Fe        |
| Cali        | 1 | 2 | Cúcuta          |
| Medellín    | 2 | 1 | América         |
| Millonarios | 1 | 3 | Unión Magdalena |
| Quindío     | 1 | 1 | Pereira         |

Fecha 35 (octubre 23/1960)
| América         | 4 | 1 | Tolima      |
| Nacional        | 3 | 1 | Cali        |
| Cúcuta          | 0 | 1 | Medellín    |
| Pereira         | 1 | 3 | Millonarios |
| Santa Fe        | 1 | 0 | Quindío     |
| Unión Magdalena | 1 | 1 | Bucaramanga |

Fecha 36 (octubre 30/1960)
| Tolima      | 4 | 2 | Medellín        |
| Bucaramanga | 3 | 1 | Pereira         |
| Nacional    | 4 | 3 | Cúcuta          |
| Cali        | 2 | 1 | Unión Magdalena |
| Millonarios | 2 | 2 | Santa Fe        |
| Quindío     | 1 | 2 | América         |

Fecha 37 (noviembre 06/1960)
| América         | 0 | 0 | Millonarios |
| Cúcuta          | 0 | 1 | Tolima      |
| Pereira         | 1 | 2 | Cali        |
| Medellín        | 2 | 0 | Quindío     |
| Santa Fe        | 5 | 1 | Bucaramanga |
| Unión Magdalena | 1 | 2 | Nacional    |

Fecha 38 (noviembre 13/1960)
| Unión Magdalena | 4 | 3 | Cúcuta   |
| Bucaramanga     | 1 | 1 | América  |
| Nacional        | 1 | 2 | Pereira  |
| Cali            | 2 | 2 | Santa Fe |
| Millonarios     | 0 | 0 | Medellín |
| Quindío         | 1 | 1 | Tolima   |

Fecha 39 (noviembre 20/1960)
| América  | 0 | 1 | Cali            |
| Cúcuta   | 1 | 1 | Quindío         |
| Tolima   | 0 | 2 | Millonarios     |
| Pereira  | 4 | 0 | Unión Magdalena |
| Medellín | 2 | 0 | Bucaramanga     |
| Santa Fe | 2 | 2 | Nacional        |

Fecha 40 (noviembre 27/1960)
| Bucaramanga     | 3 | 3 | Tolima   |
| Nacional        | 2 | 1 | América  |
| Cali            | 1 | 1 | Medellín |
| Pereira         | 3 | 1 | Cúcuta   |
| Millonarios     | 3 | 1 | Quindío  |
| Unión Magdalena | 4 | 2 | Santa Fe |

Fecha 41 (diciembre 04/1960)
| América  | 1 | 0 | Unión Magdalena |
| Cúcuta   | 0 | 1 | Millonarios     |
| Tolima   | 2 | 1 | Cali            |
| Medellín | 1 | 2 | Nacional        |
| Santa Fe | 2 | 0 | Pereira         |
| Quindío  | 2 | 2 | Bucaramanga     |

Fecha 42 (diciembre 08/1960)
| Bucaramanga     | 1 | 1 | Millonarios |
| Nacional        | 2 | 3 | Tolima      |
| Cali            | 1 | 2 | Quindío     |
| Pereira         | 1 | 1 | América     |
| Santa Fe        | 1 | 0 | Cúcuta      |
| Unión Magdalena | 0 | 0 | Medellín    |

Fecha 43 (diciembre 11/1960)
| América     | 1 | 1 | Santa Fe        |
| Bucaramanga | 3 | 1 | Cúcuta          |
| Tolima      | 3 | 1 | Unión Magdalena |
| Medellín    | 2 | 0 | Pereira         |
| Millonarios | 2 | 2 | Cali            |
| Quindío     | 2 | 1 | Nacional        |

Fecha 44 (diciembre 18/1960)
| Nacional        | 0 | 0 | Millonarios |
| Cúcuta          | 0 | 1 | América     |
| Cali            | 1 | 0 | Bucaramanga |
| Pereira         | 1 | 1 | Tolima      |
| Santa Fe        | 2 | 0 | Medellín    |
| Unión Magdalena | 4 | 5 | Quindío     |

| 1960                   | AME     | BUC     | CAL     | CUC     | MAG     | MED     | MIL     | NAL     | PER     | QUI     | SFE     | TOL     |
| América de Cali        |         | 1:1 1:1 | 2:1 0:1 | 0:1 0:1 | 2:0 1:0 | 3:2 1:0 | 3:1 0:0 | 2:0 0:0 | 1:0 1:0 | 0:0 1:0 | 4:2 1:1 | 5:2 4:1 |
| Atlético Bucaramanga   | 2:1 1:1 |         | 0:0 3:0 | 6:0 3:1 | 4:0 2:0 | 4:2 2:0 | 1:0 1:1 | 1:2 2:0 | 2:4 3:1 | 1:0 1:1 | 1:2 1:1 | 1:1 3:3 |
| Deportivo Cali         | 1:3 1:0 | 6:2 1:0 |         | 2:0 1:2 | 3:0 2:1 | 1:5 1:1 | 3:2 1:0 | 0:3 4:1 | 3:0 1:1 | 4:3 1:2 | 1:1 2:2 | 0:3 2:1 |
| Cúcuta Deportivo       | 2:2 0:1 | 1:5 1:0 | 1:4 1:1 |         | 1:1 2:0 | 0:1 0:1 | 1:2 0:1 | 1:1 2:1 | 2:0 1:0 | 2:0 1:1 | 0:1 2:2 | 1:0 0:1 |
| Unión Magdalena        | 2:1 3:4 | 0:0 1:1 | 1:3 0:2 | 3:1 4:3 |         | 1:1 0:0 | 2:2 0:1 | 0:1 1:2 | 4:1 1:0 | 5:2 4:5 | 1:1 4:2 | 2:2 0:0 |
| Medellín               | 0:0 2:1 | 0:1 2:0 | 0:1 4:3 | 2:1 1:1 | 2:2 1:0 |         | 2:1 1:1 | 0:1 1:2 | 1:0 2:0 | 2:0 2:0 | 3:1 2:2 | 1:2 3:2 |
| Millonarios            | 2:0 0:0 | 1:0 0:0 | 2:3 2:2 | 6:1 4:1 | 4:1 1:3 | 1:0 0:0 |         | 2:1 4:2 | 1:2 3:1 | 1:2 3:1 | 2:2 2:2 | 1:2 3:3 |
| Atlético Nacional      | 2:3 2:1 | 0:1 1:2 | 3:1 3:1 | 3:2 4:3 | 1:1 5:1 | 0:3 0:2 | 1:2 0:0 |         | 5:2 1:2 | 1:2 0:1 | 0:0 2:3 | 2:5 2:3 |
| Deportivo Pereira      | 0:1 1:1 | 3:4 1:1 | 1:2 1:2 | 2:0 3:1 | 3:2 4:0 | 1:1 2:2 | 2:0 1:3 | 1:1 0:1 |         | 2:2 2:2 | 2:5 4:4 | 1:5 1:1 |
| Deportes Quindío       | 2:1 1:2 | 0:2 2:2 | 2:2 2:0 | 2:1 2:0 | 3:1 0:1 | 3:3 0:4 | 2:1 2:1 | 2:1 2:1 | 2:2 1:1 |         | 3:3 0:2 | 3:0 1:1 |
| Independiente Santa Fe | 1:2 0:0 | 3:0 5:1 | 3:1 2:2 | 4:2 1:0 | 1:0 3:1 | 1:0 2:0 | 1:1 3:2 | 1:0 2:2 | 1:0 2:0 | 2:2 1:0 |         | 6:3 4:5 |
| Deportes Tolima        | 2:2 0:2 | 1:2 1:3 | 3:2 2:1 | 1:2 3:3 | 1:1 3:1 | 2:0 4:2 | 1:0 0:2 | 3:2 0:3 | 1:1 3:1 | 1:1 1:1 | 1:3 2:4 |         |

|                                            |
| Bandera de Colombia                        |
| Campeón Independiente Santa Fe 3.er título |

## Goleadores
| Jugador           | Equipo         | Goles |
| ----------------- | -------------- | ----- |
| Walter Marcolini  | Deportivo Cali | 30    |
| Américo Castromán | Deportivo Cali | 25    |
| Oswaldo Panzutto  | Santa Fe       | 25    |